# Mohamed Lemine Ould Aboye Ould Cheikh El Hadrami
Pour les articles homonymes, voir Mohamed Lemine.
Mohamed Lemine Ould Aboye Ould Cheikh El Hadrami est né le 31 décembre 1963 à Amourj en Mauritanie, est le Ministre de l'hydraulique et de l'assainissement de Mauritanie du 1er septembre 2009 au 22 mars 2011, puis Ambassadeur de la Mauritanie au Senegal de janvier 2013 jusqu'en décembre 2015, puis a été nommé Ambassadeur de Mauritanie au Niger fonction qu'il occupa jusqu'en 2017. 
Il est titulaire d'un doctorat en hydrogéochimie et environnement de l'ENS de Rabat (Maroc).

## Biographie
Mohamed Lemine Ould Aboye Ould Cheikh El Hadrami a commencé sa carrière en 1993 comme Professeur à la Faculté des Sciences et Techniques de l'Université de Nouakchott et professeur assistant à l'ENS de Rabat. 
En 1995, il occupe le poste de Coordinateur du projet changements climatiques à la Direction de l'environnement et de l'aménagement rural. 
En 1998, il devient cadre au Ministère du Développement rural et de l'environnement. 
À partir de 2004, il occupe le poste de Conseiller technique du Ministre du Développement rural et de l'environnement, chargé de l'environnement, avant d'être nommé en 2006 secrétaire d'État auprès du Premier ministre, chargé de l'environnement.   